# Devarodes charisia
Devarodes charisia là một loài bướm đêm trong họ Geometridae.